# Opmeer (village)
Opmeer est un village de la province de Hollande-Septentrionale aux Pays-Bas. Elle fait partie de la commune de Opmeer. 
Le village a une population de 4 631 habitants. Le district statistique (ville et campagne environnante) compte 5 710 habitants environ (2005).